# Коржинколь (Теренкольський район)
Коржинко́ль (каз. Қоржынкөл) — село у складі Теренкольського району Павлодарської області Казахстану. Адміністративний центр Жанакурлиського сільського округу.
Населення — 445 осіб (2021; 548 у 2009, 1007 у 1999, 1734 у 1989).
Національний склад станом на 1989 рік:
- казахи — 55 %;
- росіяни — 22 %.

До 2023 року село називалось Трофимовка.